# Konrad Killinger
Johann Konrad Killinger (* 6. September 1808 in Herzogenaurach; † 17. April 1882 in Nürnberg) war ein deutscher Verwaltungsjurist und Leiter des Landgerichts Kirchenlamitz.

## Leben
Konrad Killinger entstammte einer Familie, die ihren Namen nach ihrem Herkunftsort Killingen, Ortsteil von Ellwangen, ableitet. Er war der Sohn des German Friedrich Killinger (1775–1863) und dessen Ehefrau Ernestine Rhau (1776–1849).
Nach dem Abitur am Gymnasium Erlangen studierte er Rechtswissenschaften an der Friedrich-Alexander-Universität Erlangen-Nürnberg und war dort Mitglied der Studentenverbindung Corps Baruthia. 1834 legte er das Große juristische Staatsexamen ab und erhielt eine Anstellung als Patrimonialrichter I. und II. Klasse bei den Freiherren von Crailsheim. Von 1835 bis 1843 war er als Berater der Familie tätig und wurde nach dem Übergang der Patrimonialgerichtsbarkeit im Jahre 1848 an das königlich-bayerische Landgericht Bamberg II sowie nach Abwicklung der Auflösungsgeschäfte königlich-bayerischer Landgerichtsassessor beim Landgericht Münchberg.
1855 wurde er königlich-bayerischer Landrichter am Landgericht Kirchenlamitz. Seine Aufgabe lag in der Leitung der Behörde, die administrative Aufgaben wahrzunehmen hatte und Justizorgan der niederen Gerichtsbarkeit, vergleichbar mit den heutigen Amtsgerichten, war. Die Landgerichte wurden 1802 als untere staatliche Verwaltungseinheit geschaffen. Am 10. Januar 1861 wurde das bayrische Gerichtsverfassungsgesetz erlassen, mit dem von 1862 an die administrativen Aufgaben aus den Landgerichten herausgelöst und den neu geschaffenen Bezirksämtern  zugewiesen wurden. Diese wiederum wurden 1939 aufgelöst und reichseinheitlich als Landkreise bezeichnet.
1857, als in Bayern Justiz und Verwaltung getrennt wurden, erhielt Killinger eine Anstellung als Richter beim Bezirksgericht Nürnberg, dem späteren Landgericht Nürnberg. 1865 wurde er in den Ruhestand verabschiedet und lebte seither im Hause seines Freundes Ernst Lenz in der Burgschmietstraße in Nürnberg, dem Firmensitz der Kunstgießerei Lenz.
Konrad Killinger hatte am 18. Oktober 1842 in Erlangen mit Friederika Wilhelmina Friedrich (1815–1908) die Ehe geschlossen, aus der die Kinder
- Antonie Wilhelmine (1843–1911)
- German Friedrich (1844–1940), Geheimrat
- Mathilde Emilie (1848–1925)
- Emilie Ernestine (1855–1909), ⚭ Otto Ludwig Christian Soldan (1839–1922, Marktvorsteher in Nürnberg)